# Витино (Ленинградская область)
Ви́тино (фин. Viitinä) — деревня в  Кипенском сельском поселении Ломоносовского района Ленинградской области.

## История
Впервые упоминается в Писцовой книге Водской пятины 1500 года как деревня Витино в Кипенском погосте Копорского уезда.
Затем как деревня Vitina by в Кипенском погосте в шведских «Писцовых книгах Ижорской земли» 1618—1623 годов.
На карте Ингерманландии А. И. Бергенгейма, составленной по шведским материалам 1676 года, обозначена деревня Wittina.
На шведской «Генеральной карте провинции Ингерманландии» 1704 года — деревня Vittina by при мызе Vittina hof.
Деревня Витина нанесена на «Географическом чертеже Ижорской земли» Адриана Шонбека 1705 года.
На карте Санкт-Петербургской губернии Ф. Ф. Шуберта 1834 года обозначена деревня Витино, состоящая из 50 крестьянских дворов.

ВИТИНО — деревня принадлежит тайной советнице баронессе Икскуль, число жителей по ревизии: 114 м. п., 118 ж. п. (1838 год)

В пояснительном тексте к этнографической карте Санкт-Петербургской губернии П. И. Кёппена 1849 года она записана как деревня Wittina (Витино) и указано количество населяющих её савакотов на 1848 год: 3 м. п., 3 ж. п., всего 6 человек, «остальные русские».
Деревня Витино из 50 дворов отмечена на карте профессора С. С. Куторги 1852 года.

ВИТИНО — деревня барона Корфа, по почтовому тракту, число дворов — 57, число душ — 160 м. п. (1856 год)

Согласно «Топографической карте частей Санкт-Петербургской и Выборгской губерний» в 1860 году деревня Витино состояла из 53 крестьянских дворов. В деревне находились: волостное правление, ветряная мельница, часовня и две кузницы.

БОЛЬШОЕ ВИТИНО — деревня владельческая при колодцах, число дворов — 57, число жителей: 158 м. п., 196 ж. п.

Волостное правление. Училище. Почтовая станция. (1862 год)

В 1865—1866 годах временнообязанные крестьяне деревни выкупили свои земельные наделы у Н. И. Корф и стали собственниками земли.

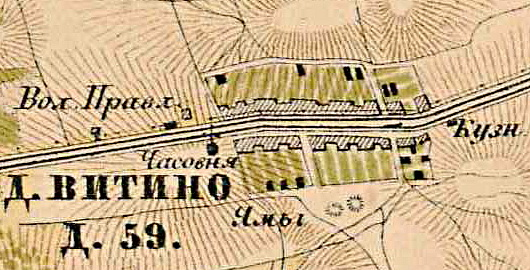
План деревни Витино. 1885 год

В 1885 году деревня Витино насчитывала 59 дворов. В деревне находилось волостное правление, часовня и кузница.
В XIX веке деревня являлась административным центром Витинской волости 1-го стана Петергофского уезда Санкт-Петербургской губернии, в начале XX века — 2-го стана.
К 1913 году количество дворов в деревне увеличилось до 64.
С 1917 по 1922 год деревня Витино входила в состав Витинского сельсовета Витинской волости Петергофского уезда.
С 1922 года в составе Кипенно-Ропшинской волости.
С 1923 года в составе Ропшинской волости Троцкого уезда.
Согласно данным переписи населения СССР 1926 года в деревне Витино проживали 459 человек — все русские.
С 1927 года в составе Ораниенбаумского района.
В 1928 году население деревни Витино также составляло 459 человек.

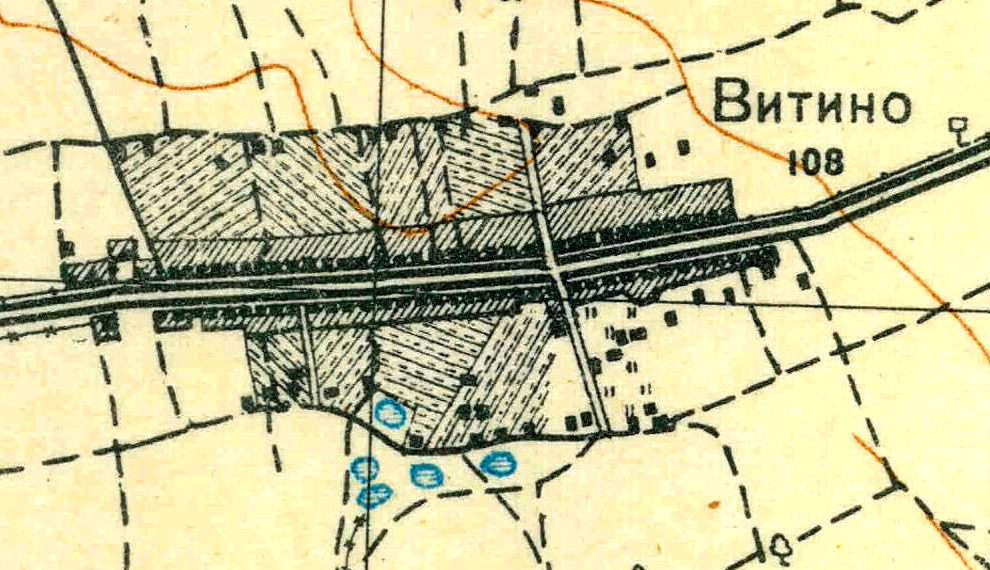
План деревни Витино. 1931 год

С 1931 года в составе Красногвардейского района. Согласно топографической карте 1931 года деревня насчитывала 108 дворов.
По данным 1933 года деревня Витино являлась административным центром Витинского сельсовета Красногвардейского района, в который входили 7 населённых пунктов: деревни Анташи Русские, Анташи Финские, Витино, Глухово, Шундрово, посёлок Черемыкина и хутор Трудовик, общей численностью населения 1310 человек.
По данным 1936 года в состав Витинского сельсовета входили 8 населённых пунктов, 254 хозяйства и 6 колхозов.
С 1939 года в составе Красносельского района.
Деревня была освобождена от немецко-фашистских оккупантов 21 января 1944 года.
С 1955 года в составе Ломоносовского района.
С 1960 года в составе Кипенского сельсовета.
С 1963 года в составе Гатчинского района.
С 1965 года вновь в составе Ломоносовского района. В 1965 году население деревни Витино составляло 284 человека.
По данным 1966, 1973 и 1990 годов деревня называлась Витино и также входила в состав Кипенского сельсовета.
В 1997 году в деревне Витино Кипенской волости проживали 256 человек, в 2002 году — 228 человек (русские — 91 %), в 2007 году — 267.

## География
Деревня расположена в южной части района, к западу от административного центра поселения деревни Кипень на автодороге А180 (E 20) (Санкт-Петербург — Ивангород — граница с Эстонией) «Нарва».
Расстояние до административного центра поселения — 8 км.
Расстояние до ближайшей железнодорожной станции Красное Село — 25 км.

## Демография
| 1862 | 2002 | 2007 | 2010 | 2017 |
| ---- | ---- | ---- | ---- | ---- |
| 354  | ↘228 | ↗267 | ↘236 | ↗266 |

## Улицы
Дружбы, проезд Надежды, Фёдорова.